# Sins of the Past
Sins of the Past é o primeiro episódio da série de televisão Xena: Warrior Princess, o episódio foi exibido originalmente em 4 de Setembro de 1995, nos Estados Unidos. Nesse episódio, Xena defende Anfípolis e Potidaia do guerreiro Draco, fazendo, assim, as pazes com sua mãe. Xena e Gabrielle ficam amigas e Gabrielle decide seguir viagem ao lado de Xena.

## Produção e recepção
O episódio foi dirigido Doug Lefler,[carece de fontes?] e escrito por R. J. Stewart[carece de fontes?] e Robert Tapert.[carece de fontes?] As atrizes principais foram Lucy Lawless, Xena, e Reneé O'Connor, Gabrielle. O episódio conta com as aparições especiais de Jay Laga'aia, Darien Takle e Willa O'Neill, mas também contou com a presença de Geoff Snell, Linda Jones e Anton Bentley, e também Stephen Hall e David Perret, como os dois guerreiros de Draco.[carece de fontes?] O episódio foi gravado em Junho/Julho de 1995, na Nova Zelândia. As vestimentas foram designadas por Ngila Dickson,[carece de fontes?] as músicas compostas por Joseph LoDuca,[carece de fontes?] e os dublês foram coordenados por Peter Bell.[carece de fontes?]
Na primeira exibição de Sins of the Past, o episódio foi assistido por cerca de 4.500.000 pessoas, contra 5.400.000 de Hercules: The Legendary Journeys, 4.900.000 de Star Trek e 4.400.000 de Baywatch.

## Tema musical
A música tema de Xena apresentada nesse episódio foi uma versão modificada de Kaval Sviri a partir de Le Mystere Des Voix Bulgares. No original, em Hercules: The Legendary Journeys, onde Xena foi introduzida, o original Kaval Sviri foi a música usada para anunciar Xena na batalha. O couro de mulheres teve uma excelente rendição da canção em seu site, que inclui também uma tradução, a canção é sobre a declaração de amor de uma mulher para um estranho.[carece de fontes?]

## Lançamento em DVD
O episódio foi lançado na coleção de DVD Xena: Warrior Princess Season 1, em 23 de Abril de 2003. No Brasil, foi lançado na coleção Xena: Warrior Princess Primeira Temporada, em 2006.